# Euploea portia
Euploea portia är en fjärilsart som beskrevs av Hans Fruhstorfer 1904. Euploea portia ingår i släktet Euploea och familjen praktfjärilar. Inga underarter finns listade i Catalogue of Life.